# 1995 au Canada
Pour un article plus général, voir Chronologie du Canada.
Cet article traite des événements qui se sont produits durant l'année 1995 au Canada.

## Événements
- La Chaîne Française change de nom pour TFO.

### Janvier
- 1er janvier : 
  - entrée en ondes du Canal D à Astral Media et de RDI à la Société Radio-Canada[1].
  - Le Canada adhère à l'Organisation mondiale du commerce

### Février
- 23 au 26 février : Coupe du monde de snowboard à Calgary

### Mars
- 9 au 19 mars : Championnat du monde de ski nordique à Thunder Bay (Ontario)

### Avril
- 25 avril : élection générale au Manitoba — le Parti progressiste-conservateur conserve sa majorité à l'Assemblée législative ; le Nouveau Parti démocratique forme l'opposition officielle.

- 26 avril : départ des Nordiques de Québec vers le Colorado.

### Mai
- 25 mai :  Vente des Nordiques de Québec vers le Colorado

### Juin
- 8 juin : élection générale en Ontario — le gouvernement du Nouveau Parti démocratique est défait par le Parti progressiste-conservateur qui forme un gouvernement majoritaire sous Mike Harris.
- 15 au 17 juin : Sommet du G7 à l'Université Dalhousie d'Halifax

- 21 juin : élection générale en Saskatchewan — le Nouveau Parti démocratique conserve sa majorité à l'Assemblée législative ; le Parti libéral forme l'opposition officielle.

### Septembre
- 11 septembre : élection générale au Nouveau-Brunswick — l'Association libérale conserve sa majorité à l'Assemblée législative ; le Parti progressiste-conservateur forme l'opposition officielle.

### Octobre
- 16 octobre : élection générale dans les Territoires du Nord-Ouest Nellie Cournoyea succède Don Morin au poste Premier ministre.

- 30 octobre : référendum au Québec sur la souveraineté — le résultat est extrêmement serré, l'option du NON l'emportant sur le OUI par un seul point de pourcentage.

### Novembre
- 5 novembre : André Dallaire s'introduit au 24, promenade Sussex et tente d'assassiner le premier ministre du Canada Jean Chrétien.

### Décembre
- 28 décembre : le premier ministre de Terre-Neuve-et-Labrador Clyde Wells annonce sa démission.

## À Surveiller
- Création du Registre canadien des armes à feu
- Défi mondial des moins de 17 ans de hockey à Moncton

## Naissances
- 8 février : Jordan Todosey, actrice.
- 8 juin : Laurent Woodrow Trudel .
- 14 juin : Vincent William LeBel.
- 25 octobre : Conchita Campbell, actrice.

## Décès
- 14 mars : John Humphrey, professeur et avocat.
- 18 mars : Jacques Labrecque, chanteur folklorique.
- 23 avril : Douglas Lloyd Campbell, premier ministre du Manitoba.
- 4 mai : Murray Barr, biologiste.
- 6 mai : John Aird, lieutenant-gouverneur de l'Ontario.
- 8 juillet : George Johnson, lieutenant-gouverneur du Manitoba.
- 25 juillet : Jean Noël Desmarais, sénateur, physicien et radiologiste.
- 25 août : Francis Lawrence Jobin, lieutenant-gouverneur du Manitoba.
- 3 septembre : Earle Birney, poète.
- 30 septembre : Jean-Luc Pépin, homme politique fédéral provenant du Québec.
- 21 novembre : Bruno Gerussi, acteur et réalisateur.
- 30 novembre : Philip Givens, maire de Toronto.
- 2 décembre : Robertson Davies, romancier.